# Poeciloxestia signatipennis
Poeciloxestia signatipennis là một loài bọ cánh cứng trong họ Cerambycidae.